# Линдос
Ли́ндос (греч. Λίνδος) — прибрежное село с двумя живописными гаванями в Греции. Расположено на высоте 12 метров над уровнем моря, на мысе Крана, на юго-востоке острова Родос, в 40 километрах к юго-западу от административного центра острова, города Родос и в 440 километрах к юго-востоку от Афин. Входит в общину Родос в периферии Южные Эгейские острова. Население 819 человек по переписи 2011 года.
Село пересекает национальная дорога 95 Родос — Лардос.

## История
Село находится на месте древнего города Линда, построенного в VIII—VI вв. до н. э. Линд был одним из трёх важных городов на острове (два других — Иалис и Камир). Город входил в так называемый дорический Гексаполь, «Шестиградье» (союз шести дорических городов Малой Азии: Галикарнас, Линд, Иалис, Камир, Кос и Книд). В 689 году до н. э. жителями Линда основан город Гела на южном побережье Сицилии.
Древний город находился между мысом Крана и акрополем. Акрополь Линда — второй по величине и значимости в Греции — является основной достопримечательностью Линдоса. Акрополь располагался на вершине скалы высотой 116 метров. На южном краю акрополя располагается храм Афины, узкий амфипростиль IV века до н. э. Первоначально на месте храма находился алтарь, затем была возведена простая целла, в VI веке до н. э. Клеобул построил храм, разрушенный при пожаре в IV веке до н. э. Святилище Афины в Линде упомянуто Гомером и Геродотом, как одно из важнейших общегреческих святилищ, существовавших ещё в микенский период. Так, Геродот свидетельствует о подарках египетского фараона Амасиса II святилищу в VI веке до н. э.
В северной части акрополя расположены большие пропилеи (около 300 до н. э.), от которых начинается широкая лестница, по сторонам которой находились стои с колоннадой (II век до н. э.). На акрополе обнаружены несколько постаментов с подписями художников, которые свидетельствуют о существовании в эллинистическую эпоху родосской школы скульптуры. Также было обнаружено много надписей, в том числе знаменитая «Линдская храмовая хроника», а также большое количество фигурок и различных предметов с VIII века до н. э. до римской эпохи.
Здесь в прошлом находилась резиденция рыцарей Ордена Святого Иоанна (иоаннитов или так называемых госпитальеров). Кроме того, в южной части Акрополя до наших дней сохранились останки небольшого античного храма Афины в Линде — почитаемой греками святыни. По мифу, храм был возведен примерно в XIV веке до н. э. Данаем (сыном египетского царя Бела и родоначальником данайцев) и его 50-ю дочерьми во время их вынужденного укрытия на Родосе от ревности богини Геры (Гомер). Среди античных руин Линда — остатки водонапорной галереи и пропилей над ней на акрополе, остатки театра и гимнасия в восточной части поселения, памятники некрополя.
У входа в Акрополь размещен уникальный петроглиф — барельеф древнегреческого военного корабля работы скульптора Пифократа, который свидетельствует о морском значении Родоса в античный период: Линд с древних времен являлся местом пересечения морских путей; именно здесь был составлен и ратифицирован первый в мире кодекс морского права — знаменитый Родосский морской закон.
Климат — средиземноморский, соответственно зимы мягкие, лето теплое. В году 300 солнечных дней.
Полны очарования средневековые улочки.
Также в городе расположено несколько православных храмов, в том числе Святониколаевская православная церковь XIII века с колокольней XX века, построенная на месте ещё более древней церкви, а также многочисленные «дома капитанов» XVI—XIX вв.
Среди персоналий упоминается тиран — мудрейший правитель Линда, один из семи мудрецов античности — Клеобул, которому поставлен памятник. Линдские скульпторы были знамениты по всей Элладе. Пифократ — автор крылатой скульптуры Ники Самофракийской, ныне выставленной в Лувре.
Около 57 года н. э., во время 3-го апостольского путешествия, апостол Павел сошёл на берег в Линде для ведения миссионерской деятельности. В его честь здесь назван залив и возведена часовня.
Археологические и исторические изыскания в Линдосе, в том числе расшифровку древних надписей, осуществил выдающийся датский археолог Кристиан Блинкенберг. Он же
совместно с Карлом Фредериком Кинчем на акрополе Линдоса обнаружил «Линдскую храмовую хронику» — мраморную стелу, воздвигнутую в 99 году до н. э., с длинной надписью, содержащей перечень даров, поднесённых в храм Афины Линдии. Результаты её изучения он опубликовал в 1912 году.

## Сообщество
Сообщество создано в 1948 году (ΦΕΚ 248Α). В сообщество входит село Пефки. Население 1087 жителей по переписи 2011 года. Площадь 16,575 квадратных километров.
| Населённый пункт | Население (2011), человек |
| ---------------- | ------------------------- |
| Линдос           | 819                       |
| Пефки            | 268                       |

## Население
| Год  | Население, человек |
| ---- | ------------------ |
| 1991 | 692                |
| 2001 | 823                |
| 2011 | ↘ 819              |

- Колокольня церкви Св. Николая (первая половина XX века)
- Древние надписи.
- Вид на крепостную стену
- Западная бухта.
- Улочка в старом квартале
- Вид с Акрополя
- Хохлаки (мозаика из гальки)